# Деструктивное поведение
Деструкти́вное поведе́ние — практические или вербальные проявления внутренней деятельности индивида, направленные на разрушение чего-либо. Такое поведение в некоторых случаях является следствием защитного механизма идентификации с агрессором, который используется «то против внутренней, то против внешней силы». В качестве объектов деструктивного поведения субъект чаще всего выбирает коммуникацию между людьми, отношения между ними, собственное эмоциональное и физическое состояние, предметы материального мира и т. д.
Субъект деструктивного поведения вводит опасность в свой внутренний психический мир и стремится защититься от нее, в связи с чем происходит отождествление с агрессивным окружением. Для убеждения в этом отождествлении человек действует деструктивно. Деструктивное поведение может быть подчинено различным ритуалам. Часто деструктивное поведение определяется как синонимичное девиантному поведению.

## История изучения
Научные проблемы, связанные с деструктивным поведением человека, стали объектом исследований достаточно давно, еще до появления психологии как самостоятельной научной дисциплины.
Представление о деструктивном поведении как действиях человека, противоречащих нормам человеческого общества, развивали крупнейшие мыслители Античности: Платон, Аристотель, Гиппократ и некоторые другие. Философское осмысление деструкции позволило сформировать несколько подходов к ней.
Прежде всего необходимо выделить морально-нравственные аспекты деструктивного поведения, которые исследовались в рамках философских школ стоиков и эпикурейцев (IV в. до н. э.). Деструктивное поведение трактовалось как отклонение от идеала личности, в котором гармонично сочетаются «естественное и чувственное». В рамках второго направления, естественно-научного, наиболее значительными авторами, изучающими деструктивное поведение, стали Авиценна, Аверрорес, Гален. Их выводы позволили сформулировать предположения о зависимости индивидуального сознания от культурных форм общественной жизни, психического от биологической (как основы), темперамента как формально-динамической структуры организации психической жизни.
Изучение психопатологий и психических расстройств продолжилось и в Средние века. В фокусе учёных того времени находились взаимосвязи соматических и психических болезней и их проявлений. Проблемам причин отклоняющегося поведения личности посвящены работы видных учёных-богословов П. Абеяра и Ф. Аквинского.
Также различные проявления деструктивного поведения исследовали и виднейшие ученые эпохи Возрождения (Б. Телезио, Х. Уарте), Просвещения (К. Гельвеций, П. Гольбах, Дж. Локк как представитель естественнонаучного направления). Этическое основание деструктивного поведения было сформулировано Л. Фейербахом, Г. Гегелем, И. Кантом. Кроме того, этими специалистами был разработан методологический аппарат, позволяющий исследовать различные поведенческие девиации. В рамках антропологии во второй половине XIX в. деструктивное поведение изучали Э. Ротхакер, А. Гаен, М. Шеллер.
На современном этапе утверждается, что не существует прямой объективной взаимосвязи между деструктивным поведением и конституционально-биологическими свойствами индивида. При этом формально-динамическими предпосылками выступают индивидуально-типологические свойства личности (особенности темперамента или характера).

## Причины деструктивного поведения
В начале развития психологической науки исследования деструктивного поведения проводили З. Фрейд и К. Г. Юнг в рамках психоаналитического подхода. Они изучали влияние неосознаваемых мотиваторов на поведение человека. По Фрейду, деструктивное поведение является следствием негативного отношения человека к самому себе. Он утверждал также, что деструкция является одним из основных влечений; другое — это инстинкт жизни, созидания и любви. Сторонники психоаналитического подхода утверждали, что деструктивное поведение в разной степени свойственно всем людям, отличаются только объекты этого поведения (другие одушевлённые и неодушевлённые предметы или он сам). Похожей позиции придерживался и А. Адлер, который полагал, что главной причиной деструктивного поведения является ощущение отчужденности и беспомощности. Э. Фромм считал таковой нереализованный потенциал, а также невозможностью использовать плодотворную энергию по назначению.
Социальные исследования деструктивного и девиантного поведения начал проводить Э. Дюркгейм, а изучению детерминант, факторов и форм отклоняющегося поведения посвящены работы Т. Парсонса, Р. Мертона, П. Уорсли и многих других представителей социологии. Так, Мертон утверждал, что причиной девиантного и деструктивного поведения является аномия — особое нравственно-психологическое состояние, которое характеризуется разложением системы моральных ценностей и нравственных идеалов. П. Уорсли исследовал относительность взаимосвязи культурных норм и так называемых абсолютных норм.

## Формы деструктивного поведения
Деструктивное поведение имеет множество проявлений, направленных как на самого человека, так и на материальные и нематериальные объекты внешнего мира. Такое поведение может иметь импульсивное, внезапное, или просчитанное влияние на объект.
К целям деструктивного поведения, направленного на предметы внешнего мира, Ц. П. Короленко относит:
- уничтожение живых существ (убийство, издевательства, пытки, каннибализм);
- сознательное нарушение общественных отношений (террористические акты, государственные перевороты, революции);
- нанесение вреда объектам природной среды или неодушевленным предметам[4].

Выделяются следующие типы деструктивного поведения:
- антисоциальное (направленное против социума);
- аддиктивное (являющееся следствием зависимости);
- суицидное (направленное против самого себя);
- фанатическое (являющееся результатом фанатического увлечения чем-либо);
- нарциссическое;
- аутическое;
- конформистское.

Кроме того, по видам действия возможно также выделить несколько видов деструктивного поведения.
Прежде всего к деструктивному поведению относится деструктивное интраперсональное поведение, представленное:
1. самоуничтожением;
2. самоповреждением (пренебрежение витальными и социальными потребностями, рискованным поведением, понижение социального статуса индивида);
3. самоизменением (модификациями тела: татуировки, пирсинг, и психического состояния: чрезмерное употребление алкоголя и наркотических веществ).

Такое поведение имеет разнообразный спектр практик и проявлений, обусловленный социально-демографическими характеристиками индивида. Так, к примеру, женщины чаще воспринимают деструктивное поведение как пассивную форму саморазрушения, а мужчины, напротив, выбирают более активные формы (развитие алкогольной зависимости, выполнение опасных работ, экстремальные виды спорта, рискованное управление транспортными средствами и т. д.). Различные формы деструктивного поведения имеют определённую связь с возрастом: к примеру, подростки и молодёжь более подвержены самоизменению (нанесению татуировок, пирсинга, подверженности пластическим операциям и операциям по смене пола).
Вторая категория видов деструктивного поведения — интерперсональное поведение.
В речевом поведении деструкция проявляется в завышении статуса говорящего и снижении уважения к собеседнику, что проявляется в использовании критики, угроз и оскорблений. Кроме того, деструктивное поведение проявляется и в действиях индивида. Эти действия также отличаются значительным разнообразием и обусловлены большим количеством факторов. В таком случае деструкцию фактически невозможно отличить от агрессии. Мотивами индивида могут быть низкий уровень социальной интеграции собеседника, стремление сохранить или восстановить положительную самооценку из-за перенесенного ранее воздействия.
Третья категория — деструктивное метаперсональное поведение. Оно направлено на разрушение всего, что связано с ролью индивида в обществе как высокодифференцированной социальной структуре. Обобщение публикаций позволяет выделить две разновидности деструктивного поведения, сфокусированные на отношениях человека и назначенной ему социальной роли:
1. отрицание, отказ от социальной роли;
2. сверхпринятие, слияние со своей социальной ролью.

Отказ от социальной роли выражается в антисоциальных, дисфункциональных и контрпродуктивных действиях человека в отношении социальной структуры. Центральный момент разрушительной активности — это нежелание его выполнять социальную роль: трудовую, учебную, служебную, отбывание наказания и пр.